# 箕面トンネル (箕面有料道路)
箕面トンネル（みのおトンネル）は、大阪府箕面市白島と同市下止々呂美の間にある箕面有料道路のトンネル。
全長は5,623mで、同道路の大部分を構成している。トンネルの公式愛称は、箕面市の公式キャラクターの名を冠した滝ノ道ゆずるトンネル（たきノみちゆずるトンネル）で、2023年6月からこの愛称が使用されている。

## 概要
大阪府道路公社により建設され、2007年5月30日に箕面有料道路の開通に伴い供用が開始された。自動車専用道路であるため、歩行者、自転車、自二輪（125cc以下）及び原付の通行はできない。また、長さが5,000mを超えるため、危険物積載車両の通行が禁止されている。
現在は暫定2車線の対面通行であるが、将来の4車線化が計画されている。対面通行であるため、前照灯がロービームとなっている状態での走行が道路標識により奨励されている。
トンネル内は、ラジオの聴取が可能。